# Kaitlyn Christian
Kaitlyn Christian (Orange, California; 12 de enero de 1992) es una jugadora de tenis estadounidense.

## Títulos WTA (1; 0+1)

### Dobles (1)
| Leyenda                                |
| -------------------------------------- |
| Grand Slam (0)                         |
| Juegos Olímpicos (0)                   |
| WTA Tour Championships (0)             |
| P. Mandatory & Premier 5, WTA 1000 (0) |
| Premier, WTA 500 (0)                   |
| International, WTA 250 (1)             |

| N.º | Fecha                 | Torneo      | Superficie | Pareja           | Oponentes en la final | Resultado |
| --- | --------------------- | ----------- | ---------- | ---------------- | --------------------- | --------- |
| 1.  | 27 de febrero de 2022 | Guadalajara | Dura       | Lidziya Marozava | Wang Xinyu Lin Zhu    | 7-5, 6-3  |

#### Finalista (5)
| N.º | Fecha                    | Torneo          | Superficie | Pareja             | Oponentes en la final              | Resultado        |
| --- | ------------------------ | --------------- | ---------- | ------------------ | ---------------------------------- | ---------------- |
| 1.  | 3 de marzo de 2018       | Acapulco        | Dura       | Sabrina Santamaria | Tatjana Maria Heather Watson       | 5-7, 6-2, [2-10] |
| 2.  | 19 de octubre de 2019    | Luxemburgo      | Dura (i)   | Alexa Guarachi     | Cori Gauff Caty McNally            | 2-6, 2-6         |
| 3.  | 16 de febrero de 2020    | San Petersburgo | Dura (i)   | Alexa Guarachi     | Shuko Aoyama Ena Shibahara         | 6-4, 0-6, [3-10] |
| 4.  | 21 de marzo de 2021      | San Petersburgo | Dura (i)   | Sabrina Santamaria | Nadiia Kichenok Ioana Raluca Olaru | 6-2, 3-6, [8-10] |
| 5.  | 26 de septiembre de 2021 | Ostrava         | Dura (i)   | Erin Routliffe     | Sania Mirza Shuai Zhang            | 3-6, 2-6         |

## Títulos WTA 125s

### Dobles (1–0)
| Resultado | Fecha             | Torneos    | Superficie    | Pareja             | Oponentes en la final       | Resultado           |
| --------- | ----------------- | ---------- | ------------- | ------------------ | --------------------------- | ------------------- |
| Campeona  | 8 de mayo de 2021 | Saint-Malo | Tierra batida | Sabrina Santamaria | Hayley Carter Luisa Stefani | 7-6(4), 4-6, [10-5] |